# Vue du canal Saint-Martin
Vue du canal Saint-Martin est un tableau d'Alfred Sisley. Il se trouve actuellement au musée d'Orsay au 2e étage dans la section 41a (collection Gachet) et a été acquis en 1951 par don de Paul Gachet fils. Sisley aurait choisi le canal comme sujet d'une série de quatre toiles car il s'agit d'une des infrastructures industrielles importantes de Paris à l'époque, et que sa démarche artistique consistait alors à les mettre en valeur. Il a été exposé au Salon de 1870. 

## Contexte
Dans la fin des années 1860, des peintres impressionnistes représentèrent des paysages de Paris. Édouard Manet réalisa  L'Exposition universelle, Paris 1867 (1867, Galerie nationale d'Oslo) ; Claude Monet a peint Saint-Germain-l'Auxerrois (1867, Alte Nationalgalerie, Berlin), Le Jardin de l'Infante (1867, Allen Memorial Art Museum, Oberlin) et le Quai du Louvre (1867, Mauritshuis, La Haye) ; et Auguste Renoir représenta Champs-Élysées pendant l'Exposition de 1867 (1867, collection particulière) et Le Pont des Arts (1867, Norton Simon Museum). Ces camarades de Sisley représentaient Paris comme une vaste ville ensoleillée dont les nouveaux boulevards, immeubles d'habitation et pavillons de l'Exposition universelle jouxtaient d'anciennes constructions dont des églises gothiques et des bâtiments du XVIIe siècle et illustraient ainsi l'effervescence de l'urbanisme de l'époque. La vie de la cité était dépeinte comme prospère et stimulante, et non pas pauvre et difficile. Cette vision de la ville en mutation se développa dans les années 1870 avec les représentations picturales de ponts, gares et nouveaux boulevards haussmanniens. Dans ses toiles urbaines, Sisley s'est éloigné de ses contemporains. Il s'attacha au « réel » - antithèse du pittoresque - représentant les berges industrieuses de la Seine (Les Péniches, 1870, D. 14, musée de Dieppe, et La Seine à Paris et le pont de Grenelle, 1870, D. 15, collection particulière), et les quartiers ouvriers de l'est parisien, vers le canal Saint-Martin. Long d'environ cinq kilomètres, le canal participait à un large système de voies navigables allant du canal de l'Ourcq à la Seine. Des péniches permettaient le stockage de marchandises sur les quais du canal Saint-Martin et une certaine activité industrielle.

## Influence

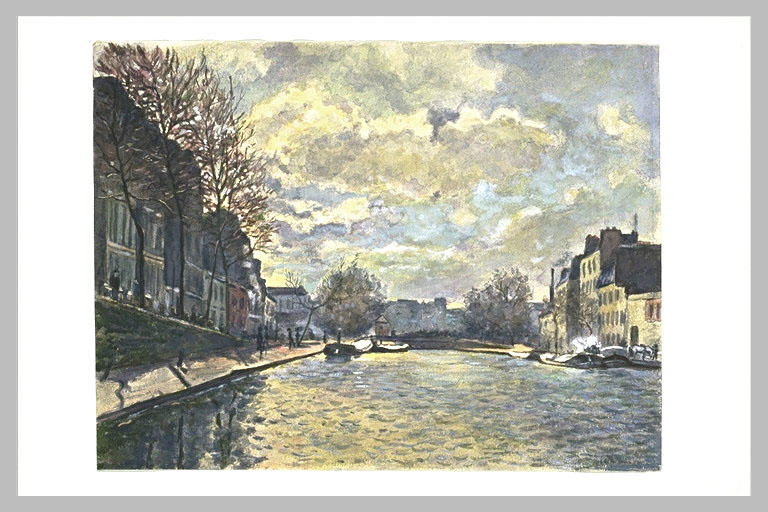
Vue du canal Saint-Martin, par Louis van Ryssel ou Paul van Ryssel.

Sous son pseudonyme Louis van Ryssel, Paul Gachet fils a produit une copie de la toile en 1901, une aquarelle 27 x 35 cm,.
Ses nuances crème, grises et bleues ont inspiré le décor de la façade du nouvel immeuble de la Police Judiciaire parisienne, 36, rue du Bastion dans le 17e arrondissement.

## Provenance
- marchand d'art Gaudoin ou Pierre–Firmin Martin[4]
- Achat par le Dr Paul Gachet avant 1883 pour 170 francs[4].
- Fils Gachet à partir de 1909[4].
- Don au musée du Louvre en 1951[4].

## Expositions

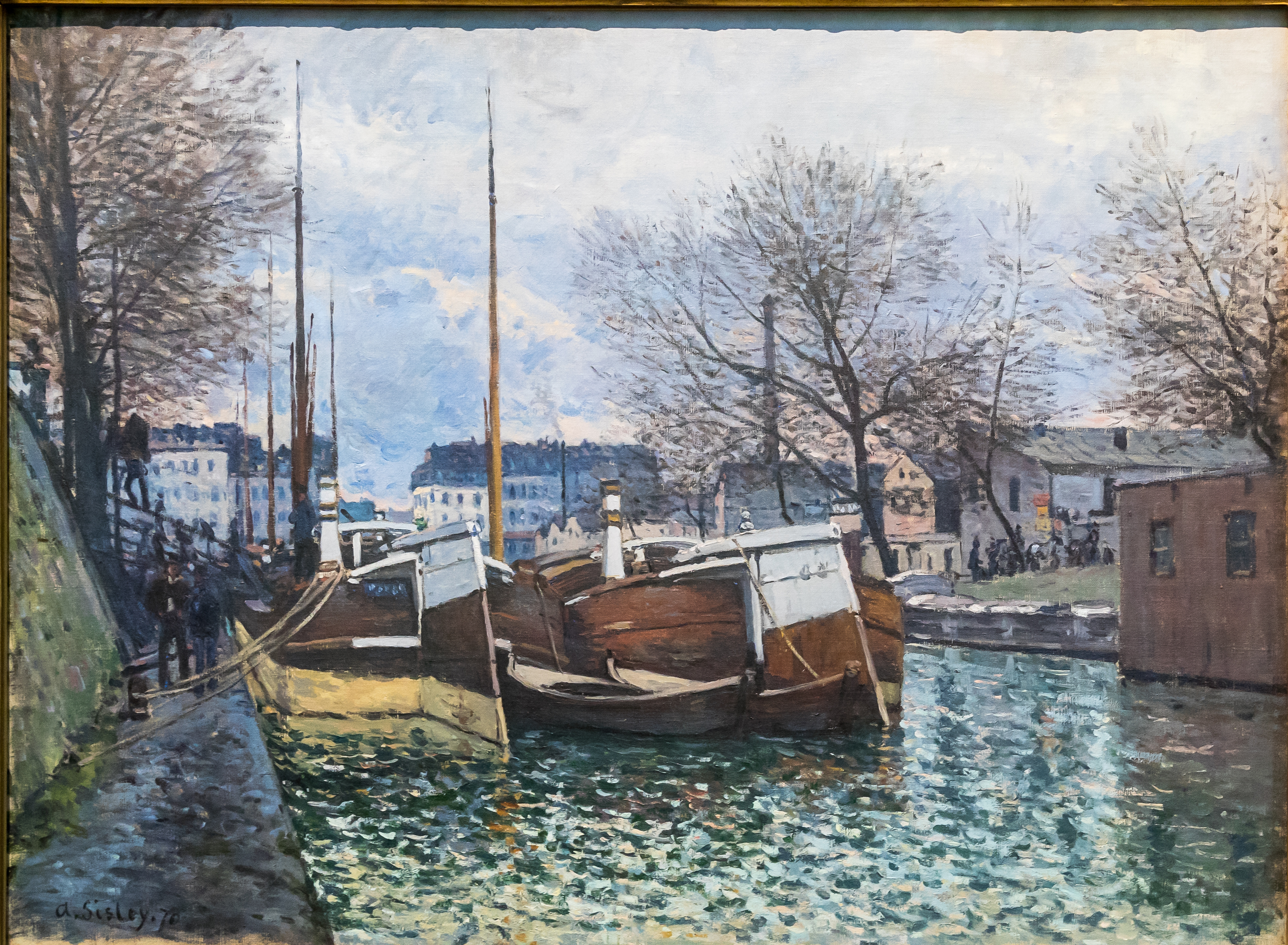
Péniches sur le canal Saint-Martin, 1870, aussi exposé au salon de 1870

Vue du canal Saint-Martin est, avec Péniches sur le canal Saint-Martin, l'un des deux tableaux exposés par Sisley du 1er au 30 mai au Salon de 1870. Ces toiles furent ignorées de la critique. 
Le 26 mai 1883, Camille Pissarro écrivit une lettre à Gachet, lui demandant de prêter la toile pour une exposition de Sisley chez Durand-Ruel en juin de la même année.